# Вышнее Бабино
Вышнее Бабино — село в Обоянском районе Курской области России. Административный центр Бабинского сельсовета.

## География
Село находится на юге Курской области, в пределах южной части Среднерусской возвышенности, в лесостепной зоне, на левом берегу реки Рыбинки, на расстоянии примерно 32 километров (по прямой) к северо-западу от города Обояни, административного центра района. Абсолютная высота — 212 метров над уровнем моря.

### Климат
Климат характеризуется как умеренно континентальный, с тёплым летом и умеренно холодной зимой. Среднегодовая температура воздуха — 5,5 °С. Средняя температура воздуха самого тёплого месяца (июля) — 17,8 °C (абсолютный максимум — 37 °С); самого холодного (января) — −8,4 °C (абсолютный минимум — −38 °С). Безморозный период длится около 150 дней в году. Среднегодовое количество атмосферных осадков составляет 533 мм, из которых большая часть выпадает в тёплый период.

### Часовой пояс
Село Вышнее Бабино, как и вся Курская область, находится в часовой зоне МСК (московское время). Смещение применяемого времени относительно UTC составляет +3:00.

## Население
| 1675 | 2002 | 2007 | 2008 | 2009 | 2010 | 2011 |
| ---- | ---- | ---- | ---- | ---- | ---- | ---- |
| 452  | ↘250 | ↘242 | ↗261 | ↘138 | ↗204 | ↗245 |
| 2012 | 2013 | 2014 | 2015 |      |      |      |
| ↘236 | ↘234 | →234 | ↘221 |      |      |      |

### Половой состав
По данным Всероссийской переписи населения 2010 года в половой структуре населения мужчины составляли 49,5 %, женщины — соответственно 50,5 %.

### Национальный состав
Согласно результатам переписи 2002 года, в национальной структуре населения русские составляли 99 %.